# I Love You (песня Билли Айлиш)
«I Love You» (с англ. — «Я тебя люблю») — песня Билли Айлиш с её дебютного альбома When We All Fall Asleep, Where Do We Go?. Она достигла высшей позиции под номером 53 в чарте Billboard Hot 100. 28 сентября 2019 года Айлиш исполнила песню на премьере сезона Saturday Night Live.

## Чарты
| Чарт (2019)                                | Высшая позиция |
| ------------------------------------------ | -------------- |
| Австралия (ARIA)                           | 20             |
| Бельгия/Фландрия (Ultratip Bubbling Under) | 31             |
| Канада (Billboard Canadian Hot 100)        | 35             |
| Чехия (Singles Digitál Top 100)            | 35             |
| Эстония (Eesti Tipp-40)                    | 12             |
| Греция (IFPI)                              | 28             |
| Венгрия (Stream Top 40)                    | 31             |
| Ирландия (IRMA)                            | 73             |
| Латвия (LAIPA)                             | 14             |
| Литва (AGATA)                              | 17             |
| Нидерланды (Single Top 100)                | 61             |
| Новая Зеландия (Recorded Music NZ)         | 39             |
| Норвегия (VG-lista)                        | 38             |
| Португалия (AFP)                           | 50             |
| Словакия (Singles Digitál Top 100)         | 21             |
| Швеция (Sverigetopplistan)                 | 47             |
| Великобритания (OCC UK Audio Streaming)    | 40             |
| США (Billboard Hot 100)                    | 53             |

## Сертификации
| Регион | Сертификация | Продажи   |
| --- | ------------ | --------- |
| Канада (Music Canada) | Платиновый   | 80 000    |
| Мексика (AMPROFON) | Золотой      | 30 000    |
| Великобритания (BPI) | Платиновый   | 600 000   |
| США (RIAA) | Платиновый   | 1 000 000 |
| * Данные о продажах приведены только на основе сертификации. · Данные о продажах + прослушиваниях приведены только на основе сертификации. |              |           |